# Plectrocnemia smiljae
Plectrocnemia smiljae är en nattsländeart som beskrevs av Marinkovic-gospodnetic 1966. Plectrocnemia smiljae ingår i släktet Plectrocnemia och familjen fångstnätnattsländor. Inga underarter finns listade i Catalogue of Life.